# Łukasz Szumowski
Łukasz Jan Szumowski, né le 3 juin 1972 à Varsovie, est un cardiologue, professeur de médecine et homme politique polonais. Il fut ministre de la Santé de janvier 2018 à sa démission en août 2020.